# Steve Sampson
Steve Sampson (Salt Lake City, 19 de janeiro de 1957) é um ex-futebolista profissional e treinador estadunidense, foi técnico da seleção de seu país.

## Copa do Mundo de 1994
Após deixar de ser o treinador da Universidade de Santa Clara, Sampson foi assistente do técnico Bora Milutinovic pela seleção dos Estados unidos.